# Violència obstètrica

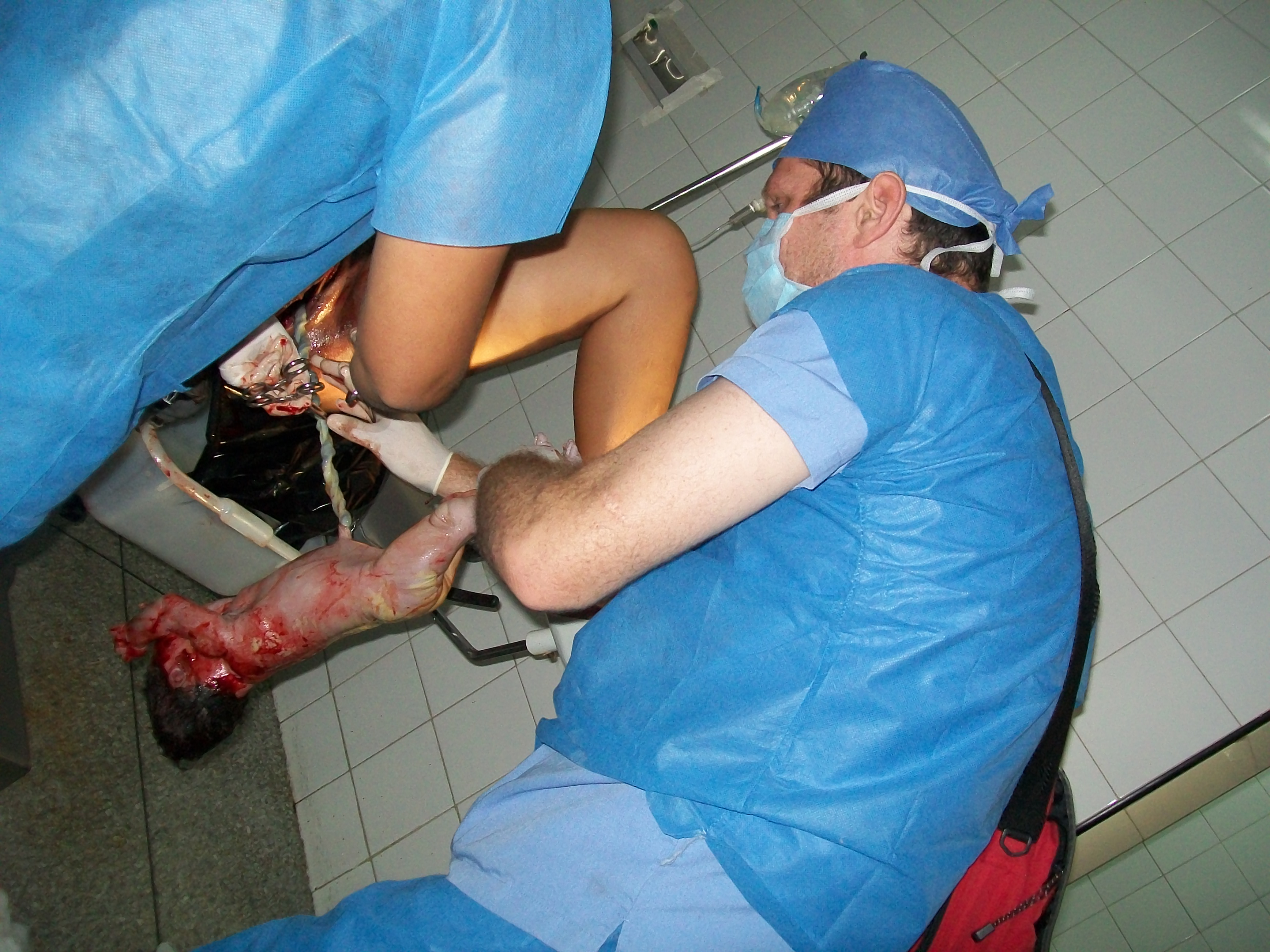
En la violència obstètrica, el personal sanitari tracta com a objectes sense dignitat, intimitat ni capacitat de decisió la mare i el seu fill (observeu les postures/posicions de la mare i el nen); fent el procés el més ràpid i còmode per a l'equip mèdic en detriment dels protagonistes

La violència obstètrica és un tipus de violència contra les dones, tipificada a nivell mundial per l'OMS i considerada delicte en alguns països, com per exemple a l'Argentina o Veneçuela. Es caracteritza per l'apropiació del cos i processos reproductius de les dones per part de prestadors de salut, i es manifesta en un tracte jeràrquic i deshumanitzador, un abús de medicalització i patologització dels processos naturals. És a dir, medicalitzant l'embaràs i el part com si es tractés d'una malaltia, més que d'un procés natural del cos femení. Les conseqüències en són la pèrdua d'autonomia i capacitat de decisió de les dones sobre els seus cossos i sexualitat, la qual cosa impacta negativament en la seva qualitat de vida, ja que en aquest tipus de pràctiques, sovint la futura mare és tractada com una pacient, de manera que es coarta, o fins i tot es nega, la capacitat de decidir de la dona sobre el seu propi cos i experiència de maternitat, embaràs, part, postpart i lactància.
Segons l'OMS, consisteix en un evident maltractament físic, una profunda humiliació i maltractament verbal, procediments mèdics sense consentiment o coercitius (inclosa l'esterilització), falta de confidencialitat, incompliment amb l'obtenció del consentiment informat complet, negativa a administrar analgèsics, violacions flagrants de la privacitat, rebuig de l'admissió en centres de salut, negligència cap a les dones durant el part, -cosa que deriva en complicacions potencialment mortals, però evitables-, i retenció de les dones i dels nadons en els centres de salut per la seva incapacitat de pagament. Aquest tipus de violència contra els drets de la dona és major en els sectors socials més vulnerables, a causa de la pobresa, la manca d'informació o d'orientació. També inclou les adolescents, acusades i estigmatitzades per haver fet una cosa considerada dolenta (haver tingut relacions sexuals).

## El tracte cap a la mare
En les pràctiques obstètriques en què s'empra la violència, sovint s'actua deshumanitzant la futura mare i el seu nounat, que són tractats com a objectes de treball. Com a tals, la dona adulta no té necessitat de ser informada, no té veu ni decisió sobre el seu cos ni el mateix procés reproductiu. Tant la dona com el nadó són sotmesos a rutines dissenyades per ser ràpides, còmodes, eficaces i ajustades als horaris del personal sanitari, i no es tenen en consideració les preferències, necessitats o costos emocionals de la mare i el nadó. Per exemple, se sotmet les dones a acceleradors del part sense consultar-les ni rebre el seu consentiment (ja que forma part de la rutina), se les fa jeure i posar les cames en alt (una postura que allarga el procés del part), no se les deixa caminar, seure, menjar, o beure, se'ls trenquen membranes, se'ls fa tactes vaginals, se les sotmet a llum agressiva, se'ls tallen teixits i òrgans per a accelerar el part, etc.
D'aquest fet, també es desprèn el tracte poc cortès o fins i tot el maltractament verbal o físic, la manca d'interès per preservar la intimitat, confidencialitat i privacitat de les dones i de les dades aportades per elles. El fill, un cop neix, en alguns casos és separat de la mare i portat en una altra sala. De vegades, es dona als nadons aigua amb sucre o altres substàncies, sense que la mare ho sàpiga ni doni el seu consentiment, perquè deixin de plorar.

## Rutines que perjudiquen el nounat
L'OMS recomana que el part es faci amb el mínim intervencionisme possible, respectant la fisiologia natural del part i analitzant i mesurant cadascuna de les possibles intervencions de manera individual. Tanmateix, l'ús de drogues i analgèsics, l'excés de persones estranyes i d'activitat i l'ambient poc càlid i tranquil obstaculitza l'equilibri hormonal de la mare i del nadó. S'ha observat que la manca de respecte per la fisiologia natural del part fa augmentar de manera alarmant el nombre de cesàries i de parts instrumentalitzats (fòrceps, ventosa), amb el risc innecessari afegit.
Algunes de les intervencions que no haurien de ser rutinàries i que en un part normal són innecessàries són:
- Maniobres de qualsevol mena destinades a accelerar el part sense motius justificats.[6]
- Inducció al part: mitjançant oxitocina o prostaglandines.[6]
- Maniobra de Hamilton: separar amb les mans o el dits les membranes del coll uterí.[6]
- Trencament de membranes per part del personal sanitari, per exemple de la bossa amniòtica.[6]
- Impediment a la mare de llibertat de moviments durant la dilatació i l'expulsió del nounat.[6]
- Limitar la hidratació de la mare, impedint-li o limitant-li la ingestió de líquids.[6]
- Limitar o impedir la ingestió d'aliments de fàcil digestió a la mare durant la dilatació.[6]

## Maniobres sense justificació científica
Tot i estar prohibides en alguns països per ser perjudicials per al nadó i/o la mare, algunes maniobres violentes i sense justificació científica es fan rutinàriament i impunement en d'altres. Alguns exemples en són:
- Maniobra de Kristeller: prémer la part alta de l'úter matern per a empènyer el nadó vers la sortida.[6]

## Intervencions amb alternatives menys violentes
Hi ha intervencions exagerades o que provoquen intervencions posteriors que no caldrien de no haver-ne efectuat les primeres. L'exemple més evident d'aquest darrer cas és la inducció al part, que augmenta després els parts amb cesària, episiotomia i instruments exteriors agressius. Un altre cas n'és l'ús de l'oxitocina sintètica. Dintre del primer grup, l'exemple més flagrant és l'ús d'anestèsia: a Catalunya fa trenta anys era habitual aplicar l'anestèsia total a les mares durant el part. Avui dia ja està acceptat que no és necessari, tret de casos especials excepcionals, però encara és habitual l'aplicació sistemàtica d'anestèsia epidural. Tanmateix, l'OMS recomana que només s'usi de manera restringida, i proposa alternatives com l'aigua al part, la llibertat de moviments, l'aplicació de calor o els massatges a la zona lumbar.

## Prevenció
Un dels factors que es repeteixen en la protecció dels drets de la dona és l'obligació del personal sanitari d'obtenir el consentiment explícit i ben informat, en el temps que calgui per a explicar els dubtes i en termes que la dona pugui entendre, abans i durant l'atenció durant el part.
Se sap que cal esperar de 12 a 16 hores per a una dilatació normal, i que no esperar aquests temps indueix a la necessitat de cesàries i altres possibles complicacions que es podrien evitar amb un respecte dels temps de la fisiologia humana.

## Controvèrsia
Algunes d'aquestes pràctiques formen part dels protocols mèdics dels centres de salut, amb la finalitat de disminuir la mortalitat perinatal, i de fet, a Catalunya, es relaciona l'aplicació de certes rutines amb aquesta disminució de la mortalitat. Tanmateix, aquestes rutines han de tenir sempre el consentiment de la futura mare, que ha d'estar plenament informada dels procediments i alternatives, i no ha de rebre coaccions a l'hora de prendre decisions sobre el seu cos i la seva sexualitat.
Segons l'OMS, malgrat l'evidència que suggereix que el tracte irrespectuós i ofensiu a les dones durant el part en centres de salut és bastant freqüent, en l'actualitat, no hi ha consens internacional sobre com definir i mesurar, científicament, el maltractament ni la manca de respecte. Per tant, es desconeixen la seva prevalença i impacte en la salut, el benestar i eleccions de les dones. Hi ha una notable agenda de recerca per a aconseguir una millor definició, mesura i comprensió del tracte irrespectuós i ofensiu a les dones en el part, i com prevenir-lo i erradicar-lo.

## Legislació
En alguns països, com Veneçuela (des de 2007), existeix una llei explícita contra la violència en la qual es tipifica una llista d'accions que queden legalment prohibides durant l'atenció al part, en la qual s'inclouen, per exemple, sancions econòmiques per "obligar a la dona a parir en posició supina i amb les cames aixecades". Algunes organitzacions inclouen l'episiotomia i la cesària en aquesta llista d'elements, ja que se sap que augmenten extraordinàriament en dies festius i horaris poc còmodes per al personal d'hospitals i clíniques privades.